# Panzerregiment 8
Het Panzerregiment 8 was een Duits tankregiment van de Wehrmacht tijdens de Tweede Wereldoorlog.

## Krijgsgeschiedenis

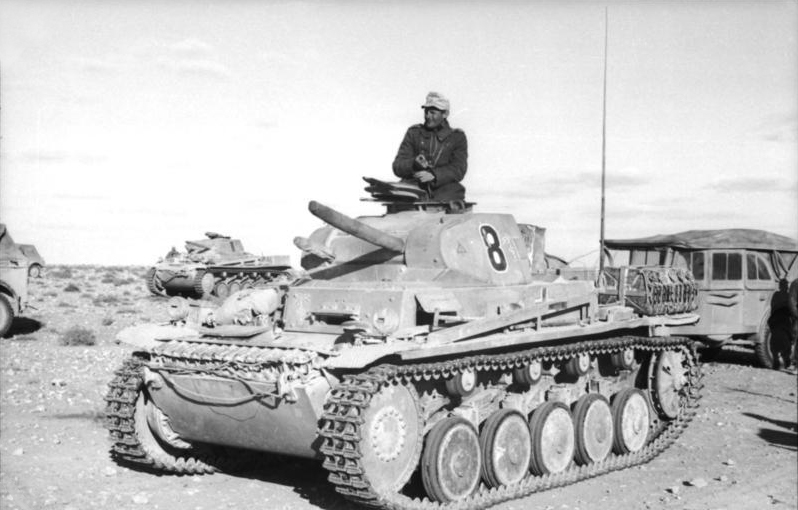
Panzer II van het regiment in Afrika

Panzerregiment 8 werd opgericht op 6 oktober 1936 in Zossen in Wehrkreis III uit delen van de Panzerregimenten 3, 5 en 6.
Het regiment maakte bij oprichting deel uit van Panzerbrigade 4 en vanaf 1 september 1939 van de 10e Pantserdivisie.
Op 18 januari 1941 werd het regiment onder bevel gebracht van de 15e Pantserdivisie.
Het regiment capituleerde (met de rest van de divisie) bij Porto Farina aan de 1e Amerikaanse Pantserdivisie op 9 mei 1943.

## Samenstelling bij mobilisering
- I. Abteilung met 3 compagnieën (1-3)
- II. Abteilung met 3 compagnieën (4-6)

## Wijzigingen in samenstelling
Op 8 november 1941 werd het regiment versterkt tot 8 compagnieën door toevoegen van de 1. en 2. leichte Pz.Kp.

Op 17 januari 1943 werd II./Pz.Reg. 8 overgenomen van de 21e Pantserdivisie en omgedoopt tot II./Pz.Reg.8.

## Opmerkingen over schrijfwijze
- Abteilung is in dit geval in het Nederlands een tankbataljon.
- II./Pz.Rgt. 8 = het 2e Tankbataljon van Panzerregiment 8

## Commandanten
| Rang                                         | Naam              | Begin             | Eind              |
| -------------------------------------------- | ----------------- | ----------------- | ----------------- |
| Oberst                                       | Johann Haarde     | 6 oktober 1936    | 10 november 1938  |
| Oberst                                       | Botho Elster      | 10 november 1938  | 25 maart 1941     |
| Oberstleutnant                               | Hans Cramer       | 25 maart 1941     | 16 juni 1941      |
| Oberstleutnant                               | Ramsauer          | 16 juni 1941      | 15 september 1941 |
| Oberstleutnant Oberst (vanaf 1 oktober 1941) | Hans Cramer       | 15 september 1941 | 1 maart 1942      |
| Oberstleutnant                               | Willi Teege       | 1 maart 1942      | juli 1942         |
| Oberstleutnant                               | Werner Mildebrath | juli 1942         | oktober 1942      |
| Oberst                                       | Willi Teege       | oktober 1942      | 2 november 1942 † |
| Hauptmann                                    | Siemens           | 2 november 1942   | december 1942     |
| Oberst                                       | Josef Irkens      | december 1942     | 9 mei 1943        |

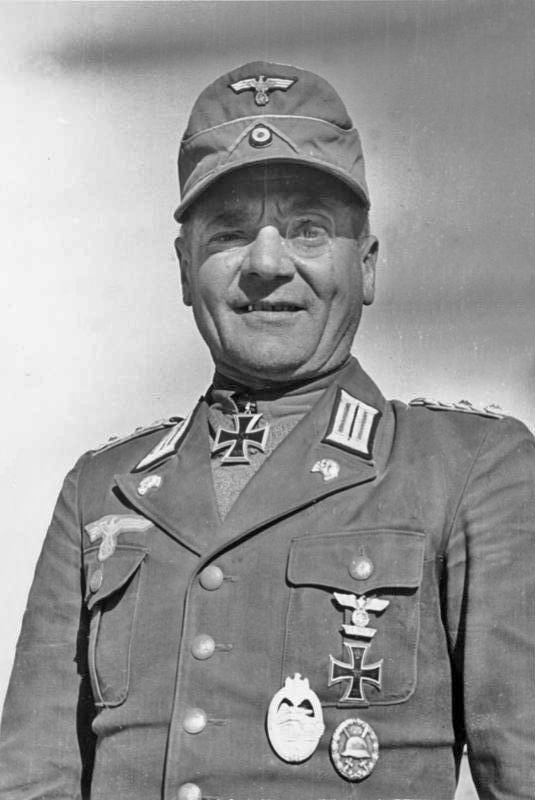
Oberstleutnant Hans Cramer was bijna een jaar commandant van het regiment in Afrika

Oberstleutnant Hans Cramer raakte gewond tijdens Operatie Battleaxe en werd gedurende 3 maanden vervangen door Oberstleutnant Ramsauer.

Oberst Teege sneuvelde terwijl hij een tegenaanval leidde bij El Alamein, door een treffer in zijn Befehlspanzer. Hauptmann Siemens nam tijdelijk het bevel op zich.
Panzerregiment 1 · Panzerregiment 2 · Panzerregiment 3 · Panzerregiment 4 · Panzerregiment 5 · Panzerregiment 6 · Panzerregiment 7 · Panzerregiment 8 · Panzerregiment 9 · Panzerregiment 10 · Panzerregiment 11 · Panzerregiment 15 · Panzerregiment 16 · Panzerregiment 17 · Panzerregiment 18 · Panzerregiment 21 · Panzerregiment 22 · Panzerregiment 23 · Panzerregiment 24 · Panzerregiment 25 · Panzerregiment 26 · Panzerregiment 27 · Panzerregiment 28 · Panzerregiment 29 · Panzerregiment 31 · Panzerregiment 33  · Panzerregiment 35 · Panzerregiment 36 · Panzerregiment 39 · Panzerregiment 69 · Panzerregiment 80 · Panzerregiment 100 · Panzerregiment 101 · Panzerregiment 102 · Panzerregiment 116 · Panzerregiment 118 · Panzer-Lehr-Regiment 130 · Panzerregiment 201 · Panzerregiment 202 · Panzerregiment 203 · Panzerregiment 204 · Schweres Panzer-Regiment Bäke · Panzerregiment Brandenburg · Panzerregiment Coburg · Panzerregiment Feldherrnhalle · Panzerregiment Feldherrnhalle 2 · Panzerregiment Hermann Göring · Panzerregiment Großdeutschland · Panzerregiment Kurmark · Panzerregiment von Lauchert · Panzerregiment Major Rettemeier · Fallschirm-Panzerregiment 1 · Fallschirm-Panzerregiment 21 · SS-Panzerregiment 1 LSSAH · SS-Panzerregiment 2 · SS-Panzerregiment 3 · SS-Panzerregiment 5 · SS-Panzerregiment 9 · SS-Panzerregiment 10 · SS-Panzerregiment 11 · SS-Panzerregiment 12